# Kyōhei Ishiguro
Kyōhei Ishiguro (イシグロキョウヘイ Ishiguro Kyōhei?) (Hadano, prefectura de Kanagawa, 2 de abril de 1980) es un animador y director de anime japonés

## Carrera
Comenzó su carrera en el estudio de animación Sunrise en 2005, hizo su debut como director en 2009 dirigiendo 5 episodios de la serie "Fairy Tail". En 2011 se convirtió en trabajador autónomo y entre sus trabajos más destacados se encuentra el de director de la serie Shigatsu wa Kimi no Uso en 2014, basado en el manga de Naoshi Arakawa, producido por el estudio A-1 Pictures. La adaptación funcionó muy bien recibida y ganó el Sugoi Japan Award 2016 en la categoría de anime. Posteriormente dirigiría los series de anime Lance N' Masques, Occultic;Nine y Kujira no Kora wa Sajō ni Utau.
Su primera película de anime en dirigir fue Palabras que burbujean como un refresco, una película con historia original, producida por los estudios Sublimation y Signal.MD, fue estrenada el 22 de julio de 2021 después de varios retrasos producidos por la pandemia de COVID-19. Netflix confirmó que Kyōhei Ishiguro será director de Bright: Samurai Soul, una película spinoff animada de la película Bright de 2017, que será animada por el estudio 3DCG Arect, aún no tiene fecha estreno.

## Vida personal
Vive en el distrito de Nerima. Está casado con Yukiko Aikei, animadora y diseñadora de personajes, con quien ha trabajado en obras Shigatsu wa Kimi no Uso y Palabras que burbujean como un refresco.

## Filmografía

### Series de anime para televisión
- Fairy Tail (2009-2010, guion gráfico y dirección de episodio)
- Hōrō_Musuko (2011, guion gráfico)
- A Channel (2011, dirección de episodio)
- C³ (2011, guion gráfico)
- Kyōkai_Senjō_no_Horizon (2011, dirección de episodio)
- Amagami SS + plus (2012, guion gráfico / dirección de episodio)
- Saki Achiga-hen episode of Side-A (2012-2013, guion gráfico)
- Kokoro Connect (2012, guion gráfico)
- Tonari no Kaibutsu-kun (2012, guion gráfico)
- PSYCHO-PASS (2012-2013, dirección de episodio)
- Danchi Tomoo (2013-2014, # 1-39 guion gráfico,director de episodio)
- Shigatsu wa Kimi no uso ( 2014-2015, director / guion gráfico/ director de ending)
- Lance N'Masques (2015, director, guion gráfico)[14]
- Aikatsu Stars!! (2016, guion gráfico / dirección de ED1)
- Occultic;Nine (2016, director / guion gráfico / guion)
- Mobile Suit Gundam: Iron-Blooded Orphans (2017, guion gráfico)
- Kujira no Kora wa Sajō ni Utau (2017, director, guion, guion gráfico)

### Películas de anime
- Palabras que burbujean como un refresco (2020, director, guion, director)
- Gyokō no Nikuko-san (2021, cooperación con guion gráfico)
- Bright: Samurai Soul (2021, director)